# Mugimakischnäpper
Der Mugimakischnäpper (Ficedula mugimaki) ist ein kleiner Singvogel aus der Familie der Fliegenschnäpper, der in Ostasien verbreitet ist. Der Name leitet sich von dem japanischen Wort mugimaki (Weizenaussaat) her. Die Art ist monotypisch.

## Aussehen
Der Mugimakischnäpper erreicht eine Länge von 13 bis 13,5 Zentimetern und ein Gewicht von 13 bis 15 Gramm. Die Flügelspannweite beträgt circa 21 bis 24 Zentimeter. Der Vogel ist auffällig farbenfroh, wirkt jedoch eher plump mit einem runden Kopf und einem kurzen Schnabel. Es besteht ein ausgeprägter Geschlechtsdimorphismus:

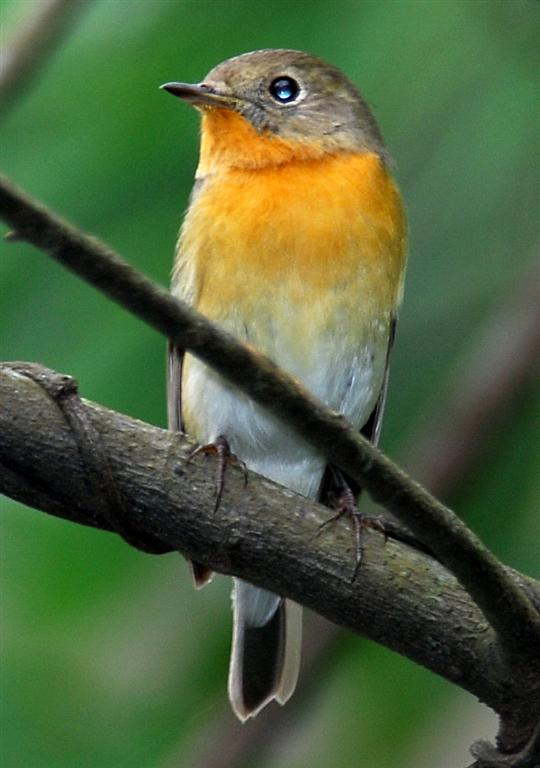
Junges Männchen

Bei adulten Männchen ist die Oberseite schiefergrau bis schwarz. Davon hebt sich ein breiter weißer Überaugenstreif oberhalb und hinter den Augen ab. Die Brustpartie ist in einem hellen Orange gefärbt, das zum Bauch und den Flanken hin ausläuft. Die Bauchmitte und die Unterschwanzdecken sind weiß. Die schwarzen Oberflügel weisen ein großes weißes Feld auf, das durch die großen Armdecken und die Spitzen der mittleren Armdecken gebildet wird. Die Schirmfedern sind weiß gesäumt. Männchen im Jugendkleid ähneln in ihrer Erscheinung den adulten Männchen, allerdings ist das Rückengefieder eher gräulich und das orange Brustgefieder noch blasser. 
Die Weibchen sind weitaus weniger auffällig gefärbt. Statt der schwarzen Rückenfärbung des Männchens besitzen sie ein bräunliches Rückengefieder. Auch das Orange des Brustgefieders ist blasser. Außerdem fehlt die weiße Färbung an der Schwanzwurzel und der weiße Fleck und Saum der Schwingfedern ist weniger ausgeprägt.

## Verbreitung und Lebensraum
Der Mugimakischnäpper besitzt ein ausgedehntes Verbreitungsgebiet. Die Brutgebiete erstrecken sich von Nordostchina und Nordkorea über den Russischen Fernen Osten und die Insel Sachalin im Osten bis nach Tomsk und Krasnoyarsk im Westen. Die Überwinterungsgebiete liegen in Südchina und Südostasien, inklusive Malaysias, Thailands, Indonesiens und den Philippinen. Während des Zuges wird der Mugimakischnäpper häufig in Japan angetroffen, insbesondere auf den Hauptinseln vorgelagerten kleineren Inseln. Auf der Koreanischen Halbinsel ist die Art häufig, im Osten Chinas und auf Taiwan ist der Mugimakischnäpper ebenfalls anzutreffen.
Innerhalb ihres Brutgebietes bevorzugt die Art alte Laubwälder sowie feuchte Borealwälder sowohl im Flachland als auch in Gebirgsregionen. Während des Zuges und in den Überwinterungsgebieten findet sie sich auch in Nadelwäldern.
Aufgrund des großen Verbreitungsgebietes wird der Mugimakischnäpper von der IUCN zurzeit als nicht gefährdet (Least concern) eingestuft.
Der Mugimakischnäpper ernährt sich vorwiegend von fliegenden Insekten, die er in den Baumkronen erbeutet.